# Namwali Serpell

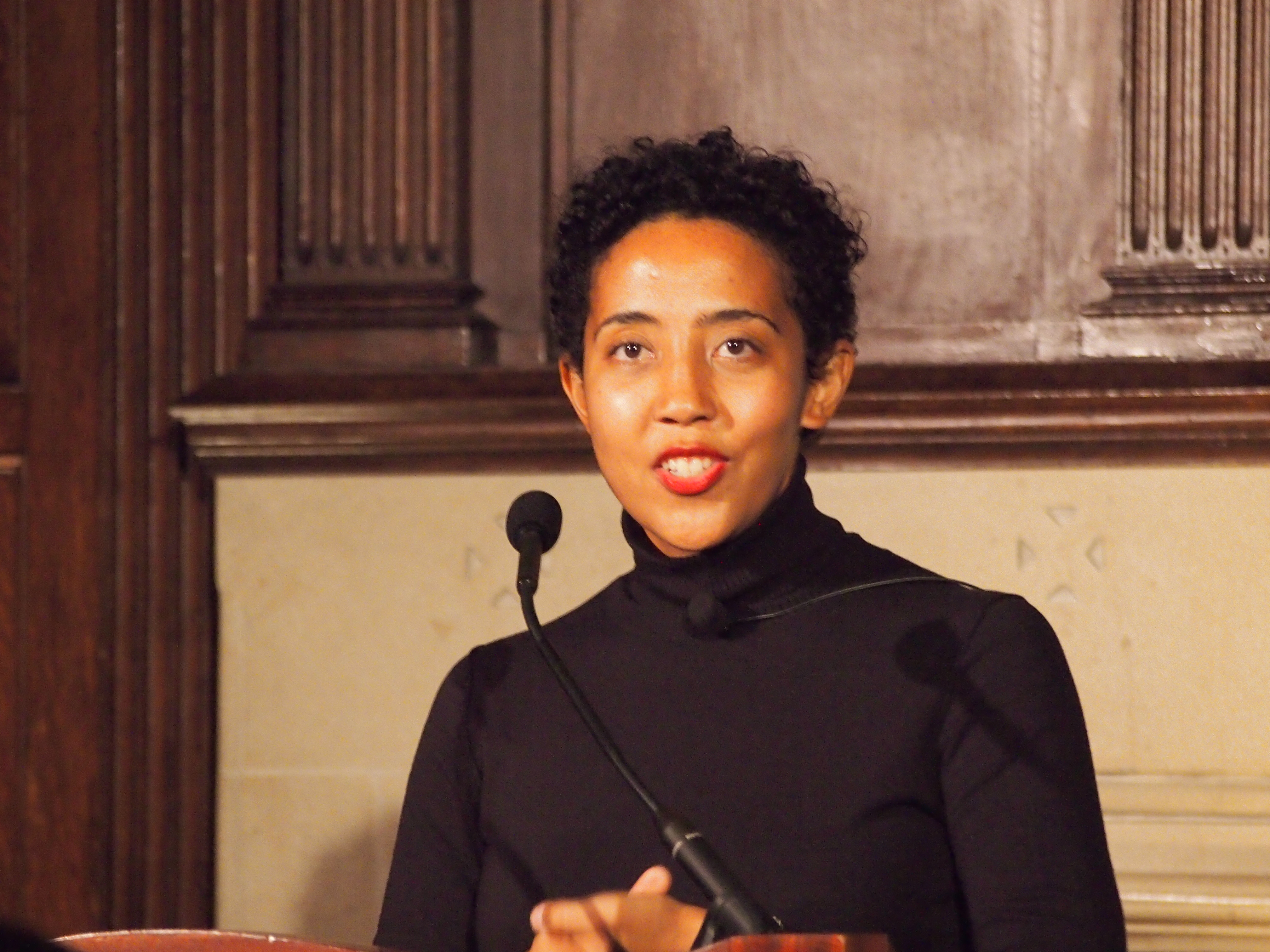
Namwali Serpell (2016)

Carla Namwali Serpell (* 19. November 1980 Lusaka) ist eine sambisch-amerikanische Schriftstellerin und Anglistin. Sie lebt in New York.

## Leben und Schaffen
Serpell wurde als Tochter einer aus Sambia stammenden Wirtschaftswissenschaftlerin und eines aus dem Vereinigten Königreich stammenden Psychologen in Sambia geboren, wo sie ihre frühesten Kindheitserinnerungen sammelte, bevor sie mit ihrer Familie nach England und später in die Vereinigten Staaten zog. Sie wuchs ab 1989 in Baltimore auf. Sie studierte Literatur an der Yale University und an der Harvard University. Seit 2008 war sie Dozentin für English an der University of California. Später wechselte sie an die Harvard University. Serpell wurde im Jahr 2017 US-Bürgerin, ein Schritt, der durch ihre politischen Aktivitäten während der Trump-Regierung motiviert war.

## Wirken
Serpell gilt als eine vielseitige Schriftstellerin, die sowohl in der Belletristik als auch in der Essayistik erfolgreich ist. Im Jahr 2019 erschien ihr Debütroman The Old Drift, der u. a. mit dem Arthur C. Clarke Award ausgezeichnet wurde. Ihr Werk The Furrows behandelt die Themen Verlust und Trauma und wurde von Kritikern hoch gelobt sowie von Barack Obama als eines der besten Bücher des Jahres ausgezeichnet. Serpells Werk Stranger Faces war Finalist für den National Book Critics Circle Award.
Zusätzlich zu ihrer literarischen Tätigkeit ist Serpell in der Wissenschaft und als Publizistin tätig, deren Essays und Kritiken breite Anerkennung finden. Sie arbeitet an einem Buch über Toni Morrison, das 2025 erscheinen soll und plant, in ihrem zweiten Buch I Am Dead die Veröffentlichung einer Sammlung von Essays, die sich um Themen wie Rasse, Geschlecht und menschliche Bedingungen drehen. Ihre Werke sind für ihre intellektuelle Schärfe und literarische Zugänglichkeit bekannt.

## Politische Einstellungen
Im Oktober 2024 gehörte Serpell zu den Unterzeichnern eines Aufrufs zum Boykott israelischer Kulturinstitutionen, „die an der überwältigenden Unterdrückung der Palästinenser mitschuldig sind oder diese stillschweigend beobachtet haben“.

## Auszeichnungen (Auswahl)
- 2020: Arthur C. Clarke Award
- 2020: Anisfield-Wolf Book Award[9]
- 2020: Windham–Campbell Literature Prize[10]
- 2015: Caine Prize for African Writing für die Kurzgeschichte "The Sack"[3]

## Werke (Auswahl)
- The Furrows. Hogarth, London 2022, ISBN 978-0-593-44891-5.
  - Die Furchen : Roman. Übersetzung Asal Dardan. Berlin : Claassen, 2023
- Stranger Faces (Undelivered Lectures), Transit Books, 2020, ISBN 978-1-945492-43-3.
- The Old Drift (Roman), Hogarth Press, 2019, ISBN 978-1-101-90714-6.
- Seven Modes of Uncertainty (Literaturtheorie), Harvard University Press, 2014, ISBN 978-0-674-72909-4.
- The Ethics of Uncertainty: Reading Twentieth-century American Literature (Dissertation), Harvard University, 2008, ISBN 978-0-549-61711-2.

### Short stories
- "The Sack", in: Ellah Wakatama Allfrey (Hrsg.): Africa 39: New Writing From Africa South of the Sahara, Bloomsbury, 2014, ISBN 978-1-4088-5466-2.
- "Muzungu", in: Nick Elam (Hrsg.): A Life in Full and Other Stories: The Caine Prize for African Writing 2010, New Internationalist, 2010, ISBN 978-1-906523-37-4.